# Melz-sur-Seine
Melz-sur-Seine är en kommun i departementet Seine-et-Marne i regionen Île-de-France i norra Frankrike. Kommunen ligger i kantonen Villiers-Saint-Georges som tillhör arrondissementet Provins. År 2022 hade Melz-sur-Seine 346 invånare.

## Befolkningsutveckling
Antalet invånare i kommunen Melz-sur-Seine
| Referens: INSEE |